# Munster van Bad Doberan

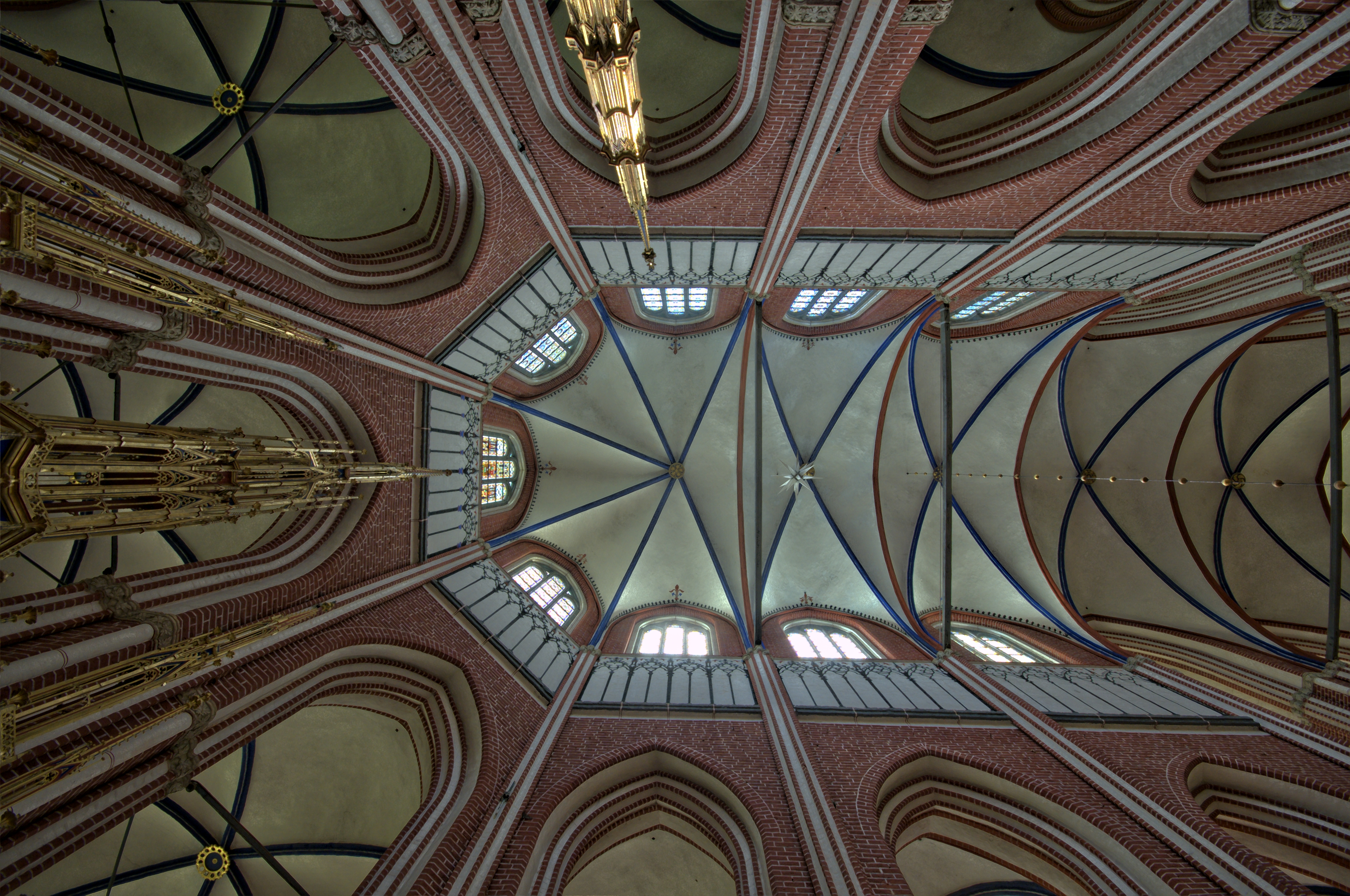

Het Munster van Bad Doberan (Duits: Doberaner Münster)  was tot het midden van de 16e eeuw de kloosterkerk van een belangrijk cisterciënzer klooster en is tegenwoordig de protestantse kerk van Bad Doberan. Wegens de unieke gotische inrichting zijn er (vergeefse) pogingen ondernomen om het kerkgebouw op de UNESCO-Werelderfgoedlijst te plaatsen (afwijzing in 2014).

## Geschiedenis

### De kloosterkerk
Nadat de West-Slavische koning Pribislav zich in 1164 tot het christendom had bekeerd, stond hij Berno, de eerste bisschop van Schwerin, toe een klooster te stichten. In 1171 werd het klooster betrokken door cisterciënzer monniken. Dankzij royale schenkingen wist dit eerste klooster van Mecklenburg al gauw een aanzienlijk grondbezit te verwerven. Na de dood van Pribislav ontbrandde een gewelddadige erfopvolgingskwestie. Tijdens het geweld werd het klooster verwoest, waarbij 78 mensen omkwamen. Van het oude klooster staan nog resten van de kloosterschuur in Althof, destijds een dorp bij Doberan, dat tegenwoordig deel uitmaakt van Bad Doberan. Een nieuwe vestiging volgde in 1186 in Doberan.
In het jaar 1232 stond op het kloosterterrein een kleinere romaanse voorgangerkerk. Deze kerk werd in de 13e eeuw door een nieuwe munsterkerk vervangen. Omstreeks 1280 begon men met de bouw, waarbij delen van de romaanse kerk in de nieuwbouw werden geïntegreerd. Omstreeks 1297 waren de ruwe bouw en het dakwerk van de gotische munster voltooid. De wijding van het nieuwe kerkgebouw vond eerst in 1368 plaats. Vele hertogen en vorsten zouden in deze kerk worden begraven, hetgeen het politieke belang van het gebouw onderstreepte.
Tot de reformatie bezat het klooster veel grond. Vanwege de geïsoleerde ligging en de onbeduidende positie van Bad Doberan gingen vanaf de opheffing van het klooster in 1552 tot in de 19e eeuw nieuwe bouwstijlen van de renaissance, de barok en de rococo aan de munsterkerk voorbij. Ondanks alle verliezen in de afgelopen eeuwen heeft de kerk nog de meest volledige inrichting van alle cisterciënzer kloosterkerken (85%).

### Reformatie
In het begin van de 16e eeuw kreeg de nieuwe leer van Maarten Luther steeds meer aanhang in Mecklenburg. De meest belangrijke aanhangers van Luther waren de beide hertogen Hendrik V en Albrecht VII. Beide broers waren beïnvloed door de reformatie, maar tussen hen ontstond politieke rivaliteit. Terwijl Hendrik trouw bleef aan het nieuwe geloof, zich aansloot bij de alliantie van Torgau, een verbond van protestantse vorsten, en de reformatie invoerde in zijn landsdeel, keerden Albrecht en zijn vrouw weer terug naar de katholieke moederkerk. Het openlijke conflict tussen de beide broers leidde in 7 mei 1520 tot de deling van Mecklenburg in de landsdelen Schwerin en Güstrow. Na de dood van Albrecht VII werd het gebied waarin het klooster Doberan lag toebedeeld aan Schwerin, hetgeen onder controle stond van Hendrik V. Deze benoemde in 1521 Joachim Slüter als reformator voor Mecklenburg aan de universiteit van Rostock. Tijdens een in 1535 georganiseerde visitatie in het gebied van Schwerin werd ook het klooster van Doberan bezocht. Het klooster stond evenwel nog onder de bescherming van de hertog, die zich uit politieke overwegingen bij de invoering van de reformatie op de achtergrond hield. Hierdoor trad Mecklenburg, ondanks dat de meerderheid van de bevolking zich al protestants noemde, officieel pas relatief laat toe tot de nieuwe leer (1549). Een nieuwe kerkorde regelde de secularisatie van de kloosters en op 7 maart 1552 kwam het tot een vergelijk tussen de abt van klooster Doberan en de hertog, waarin de abt verklaarde dat hij het klooster en de bezittingen ganns freywiligk, ungezwungenn unnd ungedrungenn over had gedragen. Overigens kan op grond van geschriften worden vastgesteld dat de abt al na de eerste visitatie van 1535 ernstig rekening hield met de neergang van zijn klooster. Na de opheffing trokken de abt met zijn medebroeders zich in het dochterklooster Pelplin terug. In Doberan werd een hertogelijk ambt ingericht en het klooster met de bezittingen werden door de hertogelijke hoofdman Jürgen Rathenow in bezit genomen. Uit de kloosterkerk werden de relieken verwijderd en het plan was om het complex als steengroeve te gebruiken. Omdat Ulrich van Mecklenburg-Güstrow de kloosterkerk als grafkerk van het vorstenhuis wilde behouden, werd na de eerste afbraak van delen van de kloostergebouwen voorkomen dat ook het munster steen voor steen werd afgebroken. Al snel daarna begon op initiatief van zijn vrouw Elisabeth een grondige renovatie van de inmiddels bouwvallig geworden kerk. Met de benoeming van een predikant in 1564 werd het munster een parochiekerk.

### Na de reformatie
Tijdens de Dertigjarige Oorlog werden het munster en het kloosterterrein geplunderd en vernield. Al na een jaar begon het herstel van de kerk. Tegen het einde van de oorlog werden nog enkele kloostergebouwen gesloopt. Tijdens de Franse bezetting van Mecklenburg door de troepen van Napoleon van 1806 tot 1813 liepen de overgebleven gebouwen opnieuw schade op. De voormalige kloosterkerk werd nu als magazijn in gebruik genomen.
In de 19e eeuw werden grootschalige renovaties aan de kerk uitgevoerd.
De Tweede Wereldoorlog en de DDR-periode wist de kerk goed te doorstaan. Ook de atheïstische overheid van de DDR zag het belang in van het behoud van dit fraaie monument van Duitse baksteengotiek. Het munster werd op de derde plaats van de lijst van nationale monumenten met internationale allure geplaatst.
Vanaf 2002 werd een meerjarig restauratieprogramma uitgevoerd. In 2009 sloot men de renovatie van het Schuke-orgel af. Het munster wordt tegenwoordig gebruikt voor de erediensten, maar ook voor concerten. Jaarlijks bezoeken circa 200.000 toeristen de kerk.

## Interieur

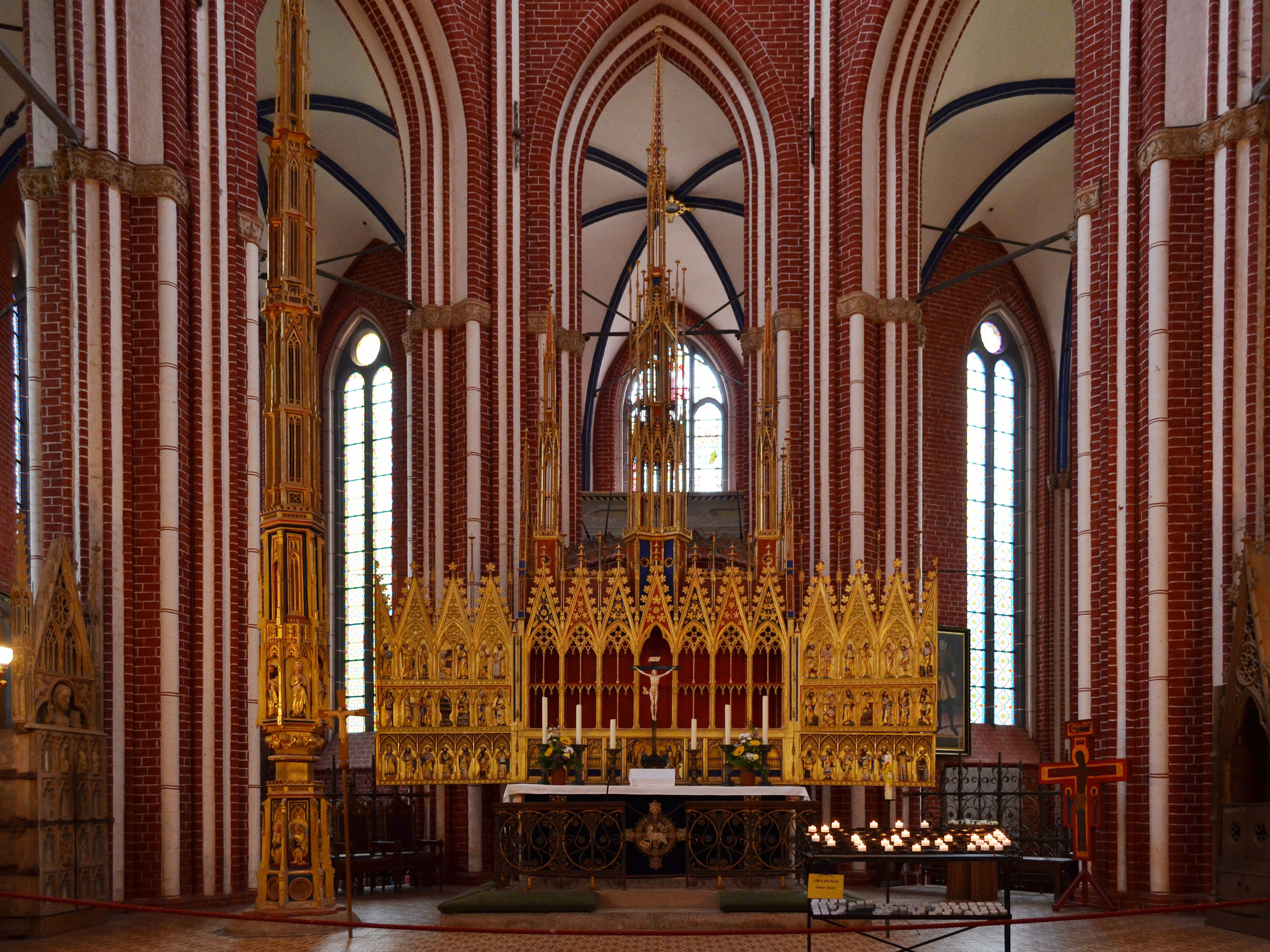
Hoogaltaar en sacramentstoren

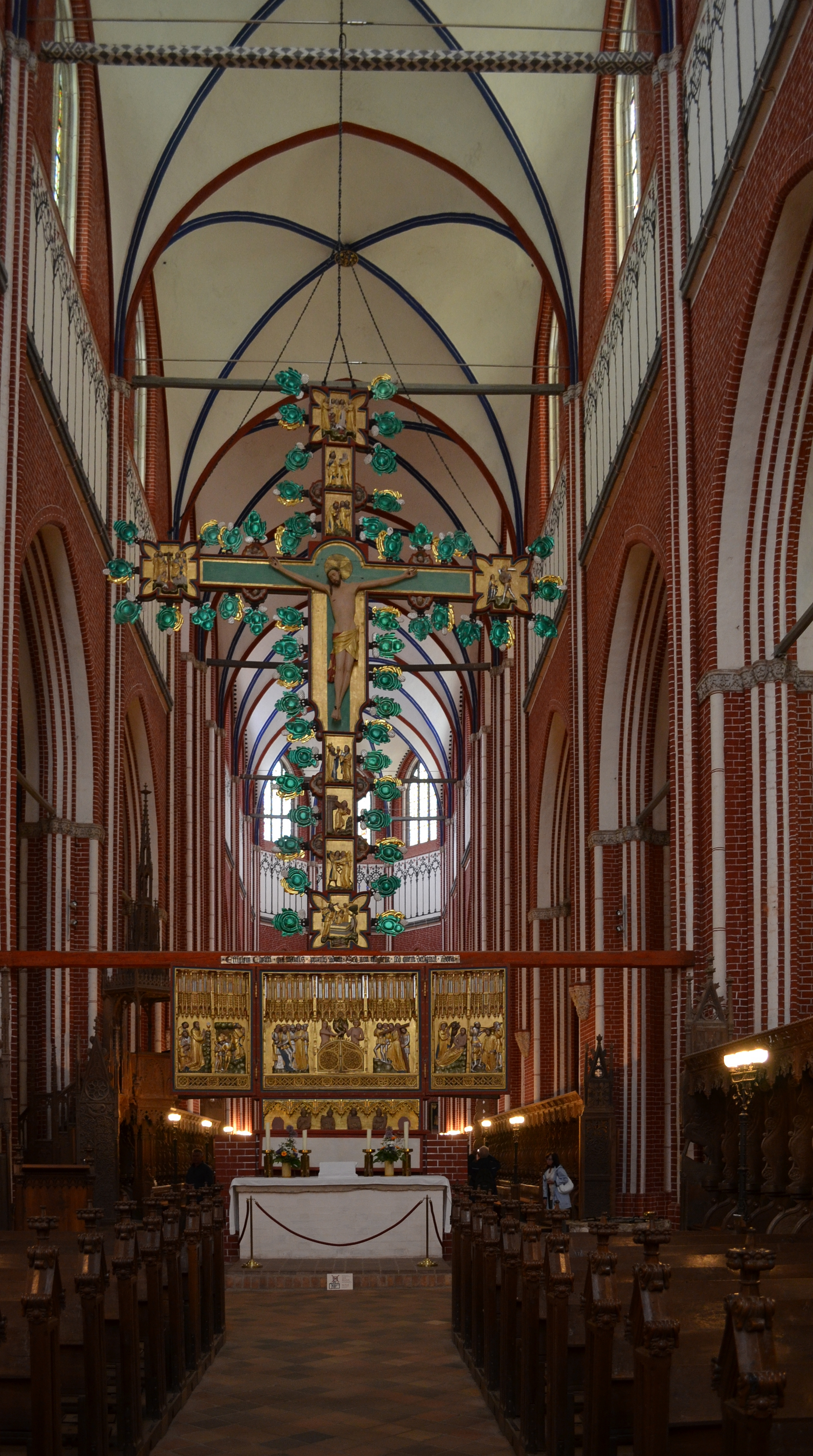
Kruisaltaar

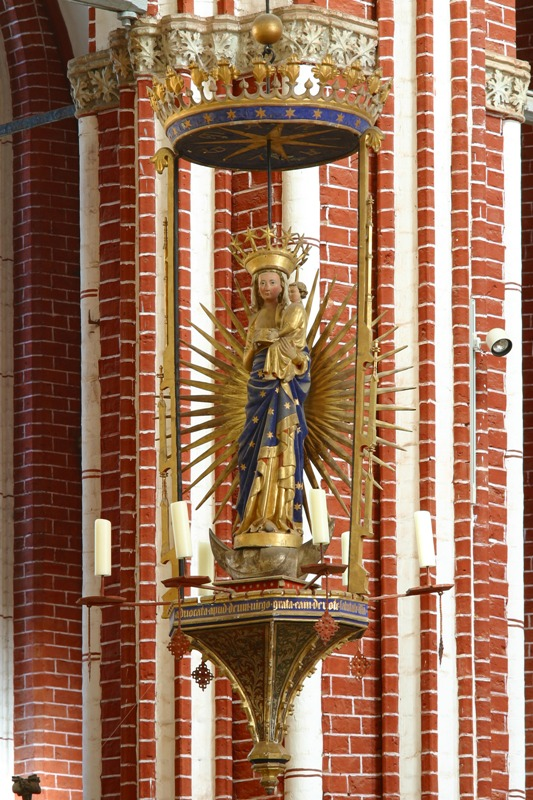
Marialuchter

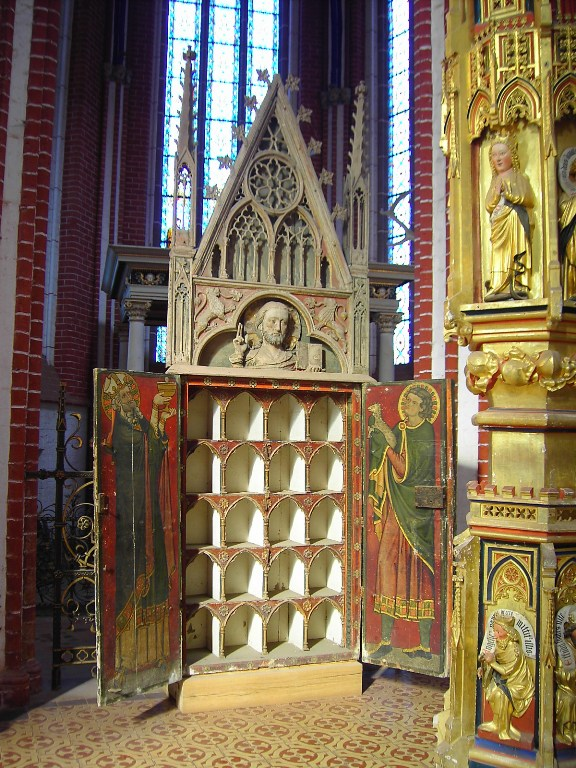
Kast voor het vaatwerk (1310)

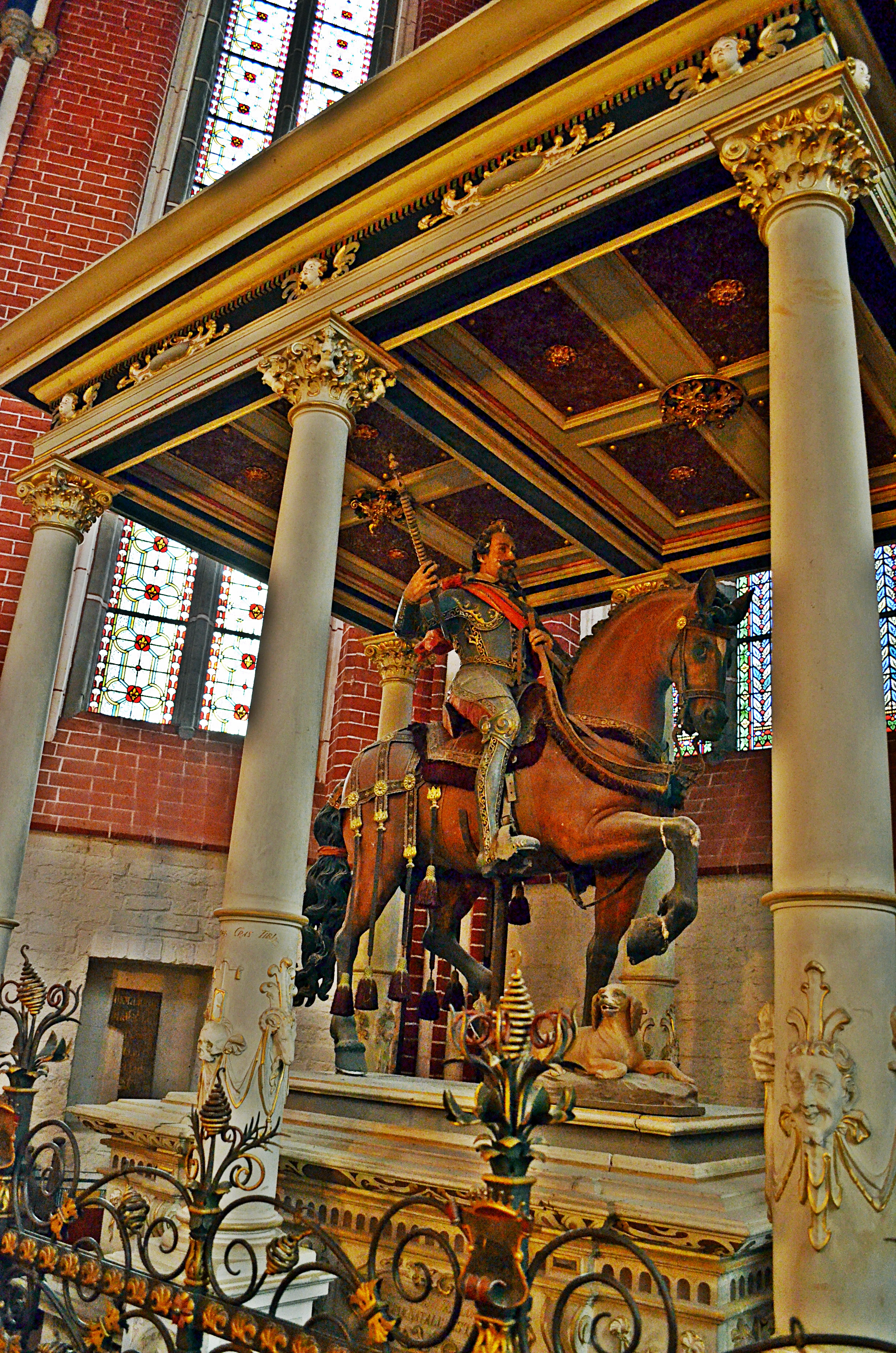
Praalgraf Monument graaf Samuel von Behr

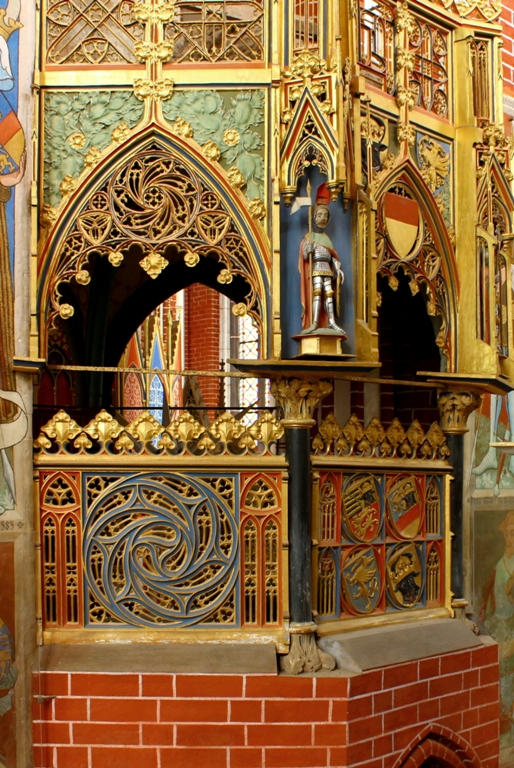
Octogon-Kapel (circa 1370)

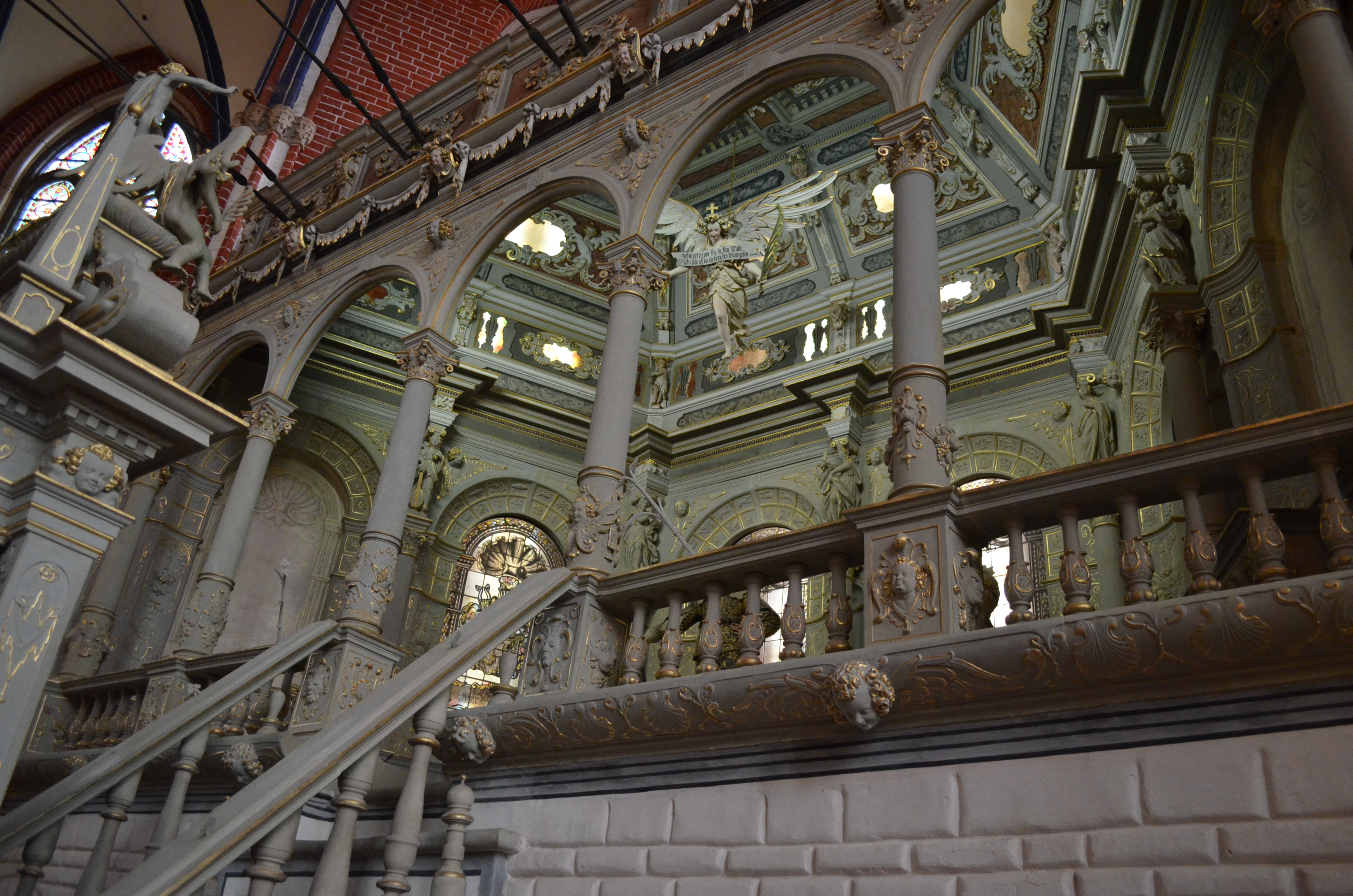
Grafmonument Adolf Frederik I en Anna Maria van Oost-Friesland

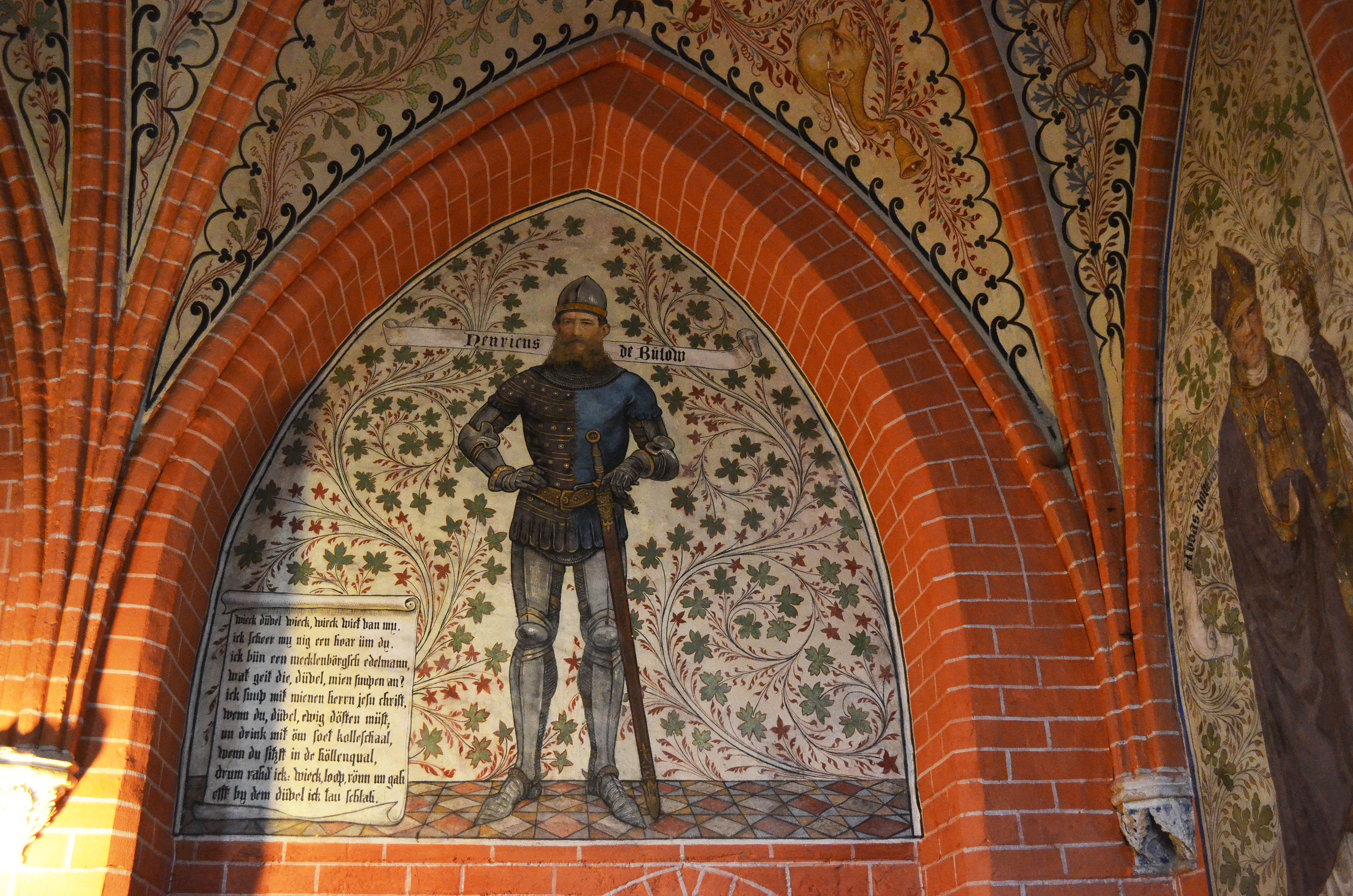
Bülow-kapel, neogotische beschildering

### Hoofdaltaar
Het hoofdaltaar (circa 1300) is een vroeg voorbeeld van een vleugelaltaar. Zonder de pinakels is het hoogaltaar vier meter hoog; het werd in de 19e eeuw gerestaureerd. De zeven nissen met wimpergen in het centrale deel boden ooit plaats aan relikwieën. Boven het middendeel verheffen zich drie sierlijke pinakels, waarvan de middelste tot een hoogte van zes meter reikt. Op de vleugels staan in de beide bovenste beeldenrijen scènes uit het Oude en Nieuwe Testament. De beelden van de onderste rij zijn van iets jongere datum en onderscheiden zich niet alleen stilistisch maar ook inhoudelijk (het betreffen de 12 apostelen, de beschermheiligen tegen de pest,paus Fabianus en Sint-Sebastiaan en de kroning van Maria).

### Kruisaltaar
Het dubbelzijdige kruisaltaar bevindt zich tegenwoordig weer op de oorspronkelijke plek tussen het voormalige monnikenkoor en het koor van de lekenbroeders. Het verenigt een tweezijdig vleugelaltaar met een eveneens tweezijdig, 15 meter hoog monumentaal triomfkruis en dateert uit 1360-1370. Tijdens de wijding van de kerk in het jaar 1368 was het al grotendeels gereed. Het betreft in zijn soort en periode het meest monumentale werk in heel Europa. Het kunstwerk is aan beide zijden met meer dan 30 Bijbelse voorstellingen voorzien. Aan de westelijke zijde is het werk opgebouwd met een predella, retabel en triomfkruis, terwijl de oostelijke zijde is opgebouwd met een reliekschrijn, retabel en "de Goede Boom van Maria" in kruisvorm. Het kruis kreeg de vorm van een levensboom, in overeenstemming met Christus' woorden: "Ik ben de wijnstok en jullie zijn de ranken" (Johannes 15:5).

### Het Corpus-Christi-altaar
Het Corpus-Christi-altaar met een avondmaalspaneel (1330) toont een van de oudste paneelschilderijen van Mecklenburg. In de periode van het klooster stond het vermoedelijk in een kapel van het westelijke poortgebouw en het wordt in verband gebracht met een Heilig-Bloed-relikwie. Het geschilderde schrift dateert uit het tweede kwart van de 14e eeuw. Sinds 1700 ontbreekt een altaarvleugel op de linker kant.

### Marialuchter
Een van de mooiste kunstwerken in de munsterkerk is de luchter met een Mariabeeld. De luchter in de huidige vorm ontstond in twee stijlperiodes. Het oudste deel van de luchter is het Mariabeeld met het Christuskind en betreft een van de vroegste voorbeelden van een madonna staande op de maansikkel in Duitsland. Oorspronkelijk stond dit eikenhouten beeld uit circa 1300 in de middelste nis van het hoogaltaar. Door een verbouwing aan het altaar kon het beeld niet terug worden geplaatst en in het jaar 1400 werd de madonna onderdeel van de nieuw vervaardigde luchter. Naar de Openbaringen van Johannes 12:1: "Er verscheen in de hemel een indrukwekkend teken: een vrouw, bekleed met de zon, met de maan onder haar voeten en een krans van twaalf sterren op haar hoofd" wordt de hemelkoningin met baldakijn, sterrenkroon, zon en maansikkel als een apocalyptische madonna voorgesteld.

### Sacramentstoren
De sacramentstoren werd na de slotwijding van de kerk in 1368 voltooid. Het 11,60 meter hoge kunstwerk werd in de vorm van een reusachtige gotische monstrans gebouwd. Het van eikenhout vervaardigde kunstwerk is het oudste tabernakel van zijn soort in Duitsland. De verwerkte beelden hebben allen een relatie tot de viering van de heilige mis.

### Vaatwerkkast
Links naast de sacramentstoren staat een kast uit het jaar 1310. In de twintig vakken werd het liturgisch vaatwerk voor de twee hoofd- en 18 nevenaltaren bewaard. Het is het oudste voorwerp van de munsterkerk en het werd speciaal voor de nieuwe gotische munster gemaakt. Het is een uiterst zeldzaam stuk kerkmeubilair, waarvan er nog slechts één bestaat in een Deens klooster. Op de binnenzijde van de deuren zijn twee oudtestamentische figuren geschilderd: Melchizedek met de kelk en Abel met het lam. Zij bieden hun gaven aan een buste van een zegenende Christus aan. Christus houdt een opengeslagen boek voor, waar vroeger een oudtestamentische tekst stond om de priesters tot zorgvuldigheid in de omgang met het sacrale vaatwerk te manen. Van de oorspronkelijk zestien reliëfbeelden op de buitenkant van de deuren zijn er slechts vier bewaard gebleven.

### Credenskast
Rechts naast het hoogaltaar staat een gotische credenskast uit circa 1300.

### Lessenaar
De lessenaar in het koor werd in de 19e eeuw gemaakt door de uit Doberan gevestigde kopersmid Steusloff. Het betreft een imitatie van de lessenaar in de dom van Hildesheim. De adelaar is hier het symbool van Christus en het geloof, dat het kwaad overwint. De lessenaar werd in 2002 gerestaureerd.

### Mühlenaltaar
Het Mühlenaltar is een altaar uit circa 1410-1420 en werd waarschijnlijk geschonken door Albrecht III van Mecklenburg en zijn tweede vrouw Agnes. Het staat in het noordelijke deel van de kapellenkrans. Het centrale paneel toont "Het vleesgeworden Woord" naar het evangelie van Johannes op een zeer beeldende wijze. Boven gieten de vier evangelisten het Woord Gods in de molentrechter. De molen in kruisvorm symboliseert Christus. De twaalf apostelen drijven de molen aan en de vier kerkvaders vangen onder de spijzen in de kelk op en rijken ze aan de gelovigen uit.

### Levietenstoel
Het levietengestoelte dateert gedeeltelijk uit de 14e eeuw. Het originele baldakijn bevindt zich boven het altaar van de Sint-Helena en Andreaskerk te Ludwigslust. Het baldakijn boven het levietengestoelte is een reconstructie uit de 19e eeuw.

### Astronomisch uurwerk
Boven de westelijke ingang hangt het cijferblad van het in de Dertigjarige Oorlog verwoeste astronomische uurwerk. Het uurwerk met een calendarium werd omstreeks 1390 gemaakt. In de vier hoeken zijn beroemde filosofen en astronomen aangebracht.

### Koorgestoelte monniken en kansel
Het bijna 700 jaar oude koorgestoelte van de monniken bleef in uitstekende toestand bewaard. Het gestoelte werd van circa 1300-1370 gemaakt en stond oorspronkelijk enige meters oostelijker richting hoogaltaar. De gotische bekroning van het gestoelte dateert van 1380-1400. De neogotische kansel in het hoofdschip van de kerk werd in 1868 door de uit München afkomstige Tobias Weiß gemaakt. Het preekgestoelte sluit goed aan op het middeleeuwse koorgestoelte en toont de vier evangelisten, Mozes met de stenen tafelen, de bergrede en een zegenende Christus die mensen in de wereld uitzendt.

### Koorgestoelte lekenbroeders
Het westelijke deel van de kerk tot het voormalig doksaal en het kruisaltaar was de ruimte voor de lekenbroeders en de toegelaten gasten van het klooster. Het betreft een zeldzaam volledig goed bewaard gestoelte en dateert in de onderste delen vermoedelijk nog uit de tijd van 1280. Aan de zijkanten van het koorgestoelte bevindt zich kunstzinnig houtsnijwerk.

### Doopvont
Het kelkvormige romaanse doopvont is 13e-eeuws. Het werd van kalksteen van het eiland Gotland gemaakt. Tot in de Tweede Wereldoorlog stond het doopvont in de gebombardeerde en later in opdracht van de DDR-overheid opgeblazen Mariakerk te Wismar.

### Orgel
Het orgel werd in 1980 door de orgelbouwer Schuke geïnstalleerd. De orgelgalerij was in de middeleeuwen de plek waar de landsheren van Mecklenburg plaatsnamen. Voor het eerst verscheen er een orgel na de opheffing van het klooster, dus toen de kerk al een parochiekerk was. In 1860 werd het orgel vervangen door een nieuw orgel van Friedrich Friese uit Schwerin. Wegens verouderde techniek en schade aan het hout door ongedierte werd er in 1978 afscheid genomen van het oude orgel. In 1980 werd het nieuwe orgel in gebruik genomen. Het heeft 44 registers, 3220 pijpen, drie manualen, rugpositief, zwelwerk en een pedaal. Het orgel speelt niet alleen tijdens erediensten, maar geeft ook concerten. Van mei tot september wordt op elke vrijdag om 19:30 uur een concert gegeven.

## Graven
Het munster herbergt een groot aantal graven. Noemenswaardig zijn met name:

### Praalgraf van graaf Samuel von Behr
In de meest noordelijke kapel van de kooromgang. Het paard met de hooggezeten Samuel von Behr (overleden in 1621) in vol ornaat is van hout en werd gemaakt door Franz Julius Döteber, die ook het grafmonument in het munster voor Adolf Frederik I maakte. Aan de voet bevindt zich een duitse wachtelhond, als teken van trouw aan de hertog. Het barokke baldakijn wordt door zes zuilen gedragen en werd door de vermoedelijk uit Nederland afkomstige Gerhart Evert Pilooth gemaakt. De zwaan rechts van het monument en het hertengewei herinneren aan een legende over de stichting van het klooster. Na de verwoesting van het eerste klooster zocht hertog Nicolaas van Rostock naar een nieuwe locatie. De plaats zou worden aangewezen door het eerste hert dat door de hertog tijdens de jacht werd geveld. De vorst schoot een hert neer, maar de monniken oordeelden dat de plaats te moerassig was voor een klooster. Uit het struikgewas vloog echter een zwaan over en riep "dobr", dobr". In het slavisch betekent dobr goed. De monniken nu zagen dit als een teken van de hemel en kozen dus voor deze plek om hun klooster te bouwen.

### Octogon
In de oostelijke kooromgang staat achter het hoogaltaar het octogon, een achthoekige grafkapel voor 13 hertogen van Mecklenburg. De kapel werd gebouwd of verbouwd omstreeks het jaar 1420, waarbij gebruik werd gemaakt van laatromaanse zuilen en kapitelen uit ± 1240. De laatste teraardebestelling vond hier in 1547 plaats voor hertog Albrecht VII van Mecklenburg. Met name het laatgotische kerfwerk aan de balustrade is zeer kunstzinnig uitgevoerd. De in 2004 gerestaureerde muurschilderingen tonen Abrecht III van Zweden (overleden in 1412), Hendrik III van Mecklenburg (overleden in 1383), Johan IV van Mecklenburg (overleden in 1422) en Magnus I van Mecklenburg (overleden in 1384).

### Graftombe Albrecht III
De graftombe voor Albrecht III, bijgezet in het octogon achter het hoogaltaar, en zijn eerste vrouw Richardis, is een belangrijk gotisch grafmonument. De leeuw en de hond onder de beelden van het hertogelijk paar symboliseren kracht en trouw. Opmerkelijk zijn de gotische plooien van de mantel van Richardis.

### Grafmonument van hertog Adolf Frederik I en Anna Maria van Oost-Friesland
Adolf Frederik I stierf op 27 februari 1658. Ondanks zijn wens liet zijn zoon Christiaan Lodewijk hem niet in de munsterkerk van Doberan bijzetten. De hertog werd pas na de dood van zijn zoon in 1692 door zijn kleinzoon naast zijn gemalin Anna Maria van Oost-Friesland in de munsterkerk herbegraven. Het grote grafmonument werd van kalksteen gemaakt, het dak uit hout evenals de engel die een palmtwijg en een kroon in de handen houdt en de tekst Sei getreu bis an den Tod, so will ich dir die Krone des Lebens geben (Johannes 2:10) op de borst draagt. De levensgrote beelden van het hertogelijk paar zijn volgens de toenmalige Spaanse mode gekleed. Boven de trap van het monument bevindt zich een kalkstenen beeld van Christus, de verrezen Verlosser. Aan het front van de loggia hingen oorspronkelijk de vlaggen met de wapens van de hertogelijke familie.

### Grafmonument koningin Margaretha van Denemarken
Het uit eikenhout gesneden vroeggotische beeld van Margaretha Sambiria koningin Margaretha van Denemarken (overleden in 1282) geldt als het oudste grafbeeld in Mecklenburg-Voorpommeren en het oudste vrouwelijke grafbeeld van alle Europese cisterciënzer kloosterkerken. Na de vermeende moord op haar man, Christoffel I van Denemarken, leefde koningin Margaretha na een reis naar Rome in een klooster te Rostock.

### Grafmonument Johan Albrecht van Mecklenburg-Schwerin en Elisabeth van Saksen-Weimar-Eisenach
Het praalgraf van hertog Johan Albrecht van Mecklenburg-Schwerin en zijn vrouw Elisabeth van Saksen-Weimar-Eisenach werd in 1910 door de architect Ludwig Winter uit Braunschweig gemaakt. Als voorbeeld nam hij byzantijnse bouwwerken uit Ravenna en Bologna en paste eveneens wilhelministische invloeden toe. De sokkel bestaat uit grijsblauw Noors larvikiet en wordt overdekt door een ciborium o.a. van marmer op vier zuilen. De sarcofaag met op de zijden wapens  is van botticino-marmer. Als bijzondere decoratie werden mozaïeken van vroegchristelijke voorstellingen op vergulde tegels aangebracht. De mozaïekvloer vertoont mythische wezens. Het smeedijzeren hek tussen het monument en de kooromgang  wordt versierd met wapens van Mecklenburg, Thüringen en Stollberg.
In de kapel werd de neogotische beschildering bij de restauratie van 1974-1984 gehandhaafd. Oorspronkelijk had de hele kerk sinds de 19e eeuw een soortgelijke beschildering, maar bij de restauratie koos men wegens het rijke middeleeuwse interieur voor de reconstructie van de middeleeuwse kleurstelling (rode gordelribben, blauwe kruisribben en witte lisenen)

## Kapellen

### De Bülowkapel
Naast het noordelijk zijschip bevindt zich een kapel met twee, door een gordelboog gescheiden, kruisgewelven. De kapel werd in opdracht van Frederik II van Bülow, de bisschop van Schwerin, en de ridder Vicco van Bülow in 1372 gebouwd. Van 1873 tot 1877 liet de familie Bürow de inmiddels vervallen kapel herstellen in de stijl van het historisme. De beschilderingen tonen o.a. de Bülow-bisschoppen, andere leden van de familie Bülow en aan de oostelijke muur de Gekruisigde met Johannes en Maria en de beide heiligen Thomas van Canterbury en ridder Olav.

### De Pribislavkapel
De pribislavkapel was sinds 1302 de begraafplek en de kapel van het Mecklenburgse vorstenhuis. De kapel werd vernoemd naar koning Pribislav, de stichter van het klooster die stierf in 1178 in Lüneburg. Zijn stoffelijk overschot werd in 1219 naar Doberan vervoerd. De kapel heeft talrijke bezienswaardige werken. In de oostelijke muur bevindt zich een deels middeleeuws venster met voorstellingen van Maria met het Christuskind, God de Vader en de evangelist Johannes. Voor het venster staat een laatgotisch crucifix (rond 1480), hetwelk oorspronkelijk in de binnenhof van de kruisgang stond uit Lübeck en twee 14e-eeuwse kasten. Voor het altaar liggen de zerken van de eerste lutherse bisschop, Magnus III († 1550), en zijn moeder hertogin Ursula. Aan de noordelijke muur werd een renaissance epitaaf aangebracht voor Magnus in Latijns en Duits schrift met het hertogelijk wapen.